# ژوژف سالیون
ژوژف سالیون (انگلیسی: Joseph Sullivan؛ زادهٔ ۱۱ آوریل ۱۹۸۷) قایقران روئینگ اهل نیوزیلند است.
وی در مسابقات کشوری و بین‌المللی در مجموع برندهٔ ۶ مدال طلا شده‌است.